# Cruz de la cumbre
Una cruz de la cumbre es una cruz utilizada para señalar la cumbre de una montaña o de un cerro.

## Características

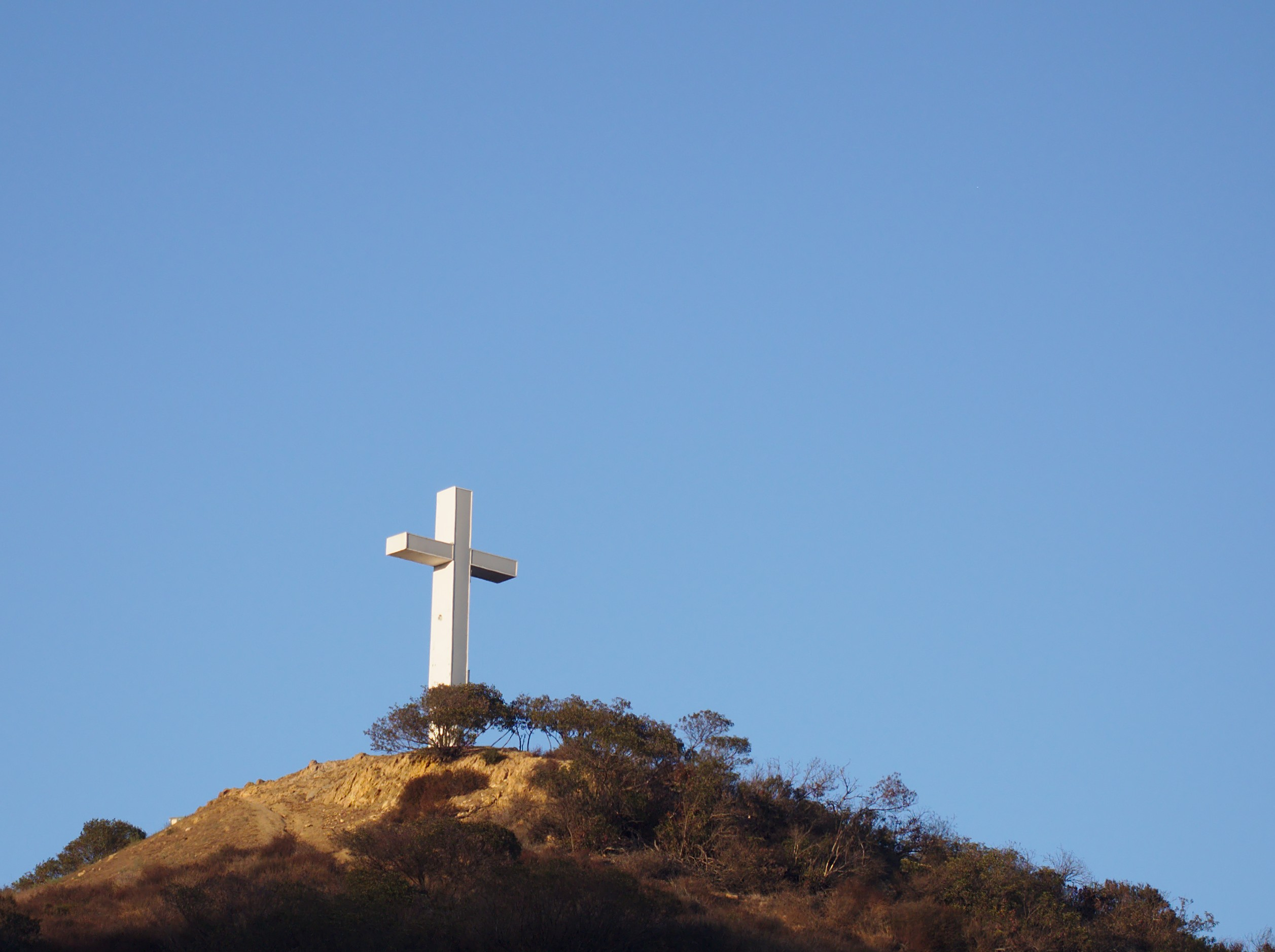
Hollywood Cross en la cima de una montaña en Hollywood, Los Ángeles, California, Estados Unidos.

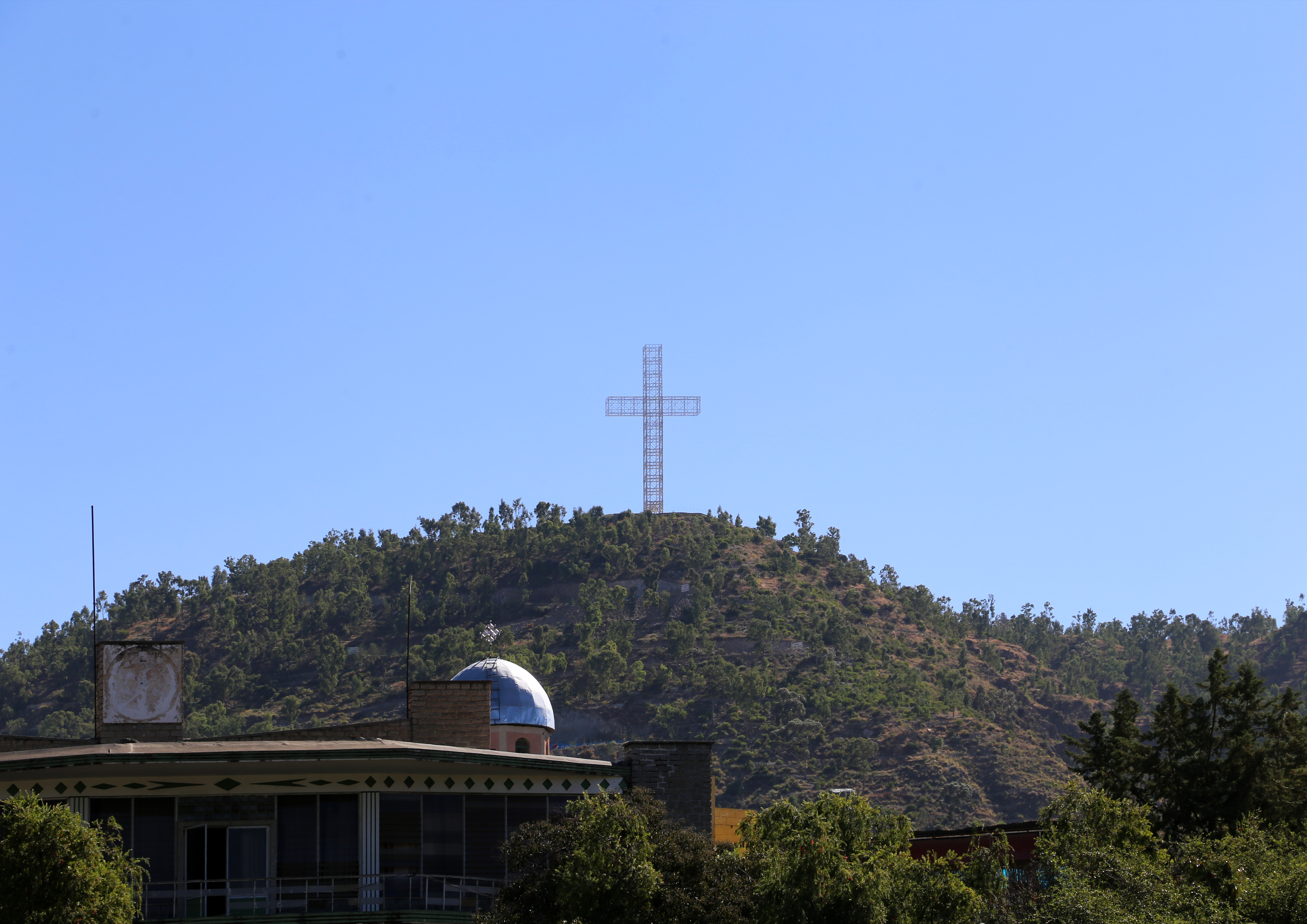
Mekele, Etiopía.

Las cruces cumbreras son preferentemente construidas empleando materiales seleccionados para resistir en las condiciones climáticas, alguna vez extremas, típicas de la montaña. Por causa de las intemperie necesitan periódicamente de manutención y restauración; a veces falta que substituirle por los daños sufridos.
Algunas cruces cumbreras son acompañadas de un comprobante de cumbre (en alemán Gipfelbuch).

## Historia

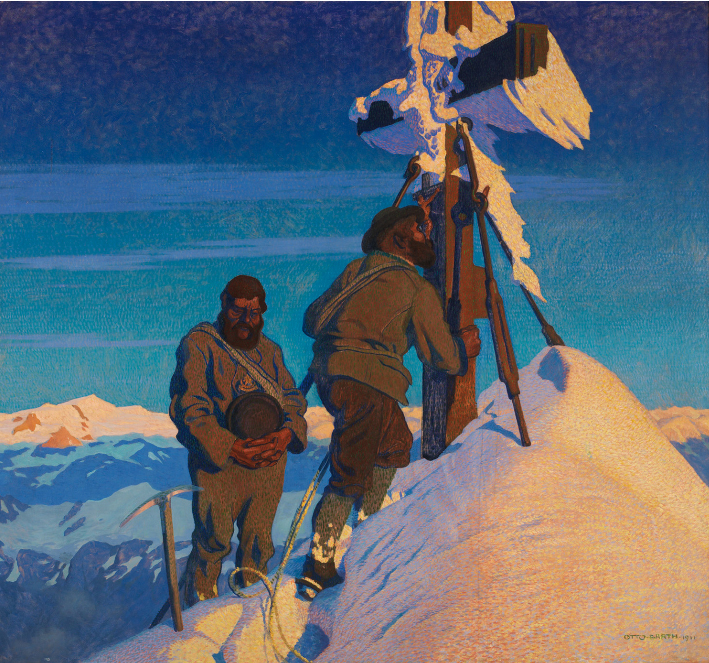
Morgengebet der Kalser Bergführer auf dem Großglockner (Oración matutina de los guías sobre el Großglockner) - obra de Otto Barth, 1911.

La construcción de monumentos con o sin significación religioso (cairn, banderas, ovoo, estatuas, pértigas sagradas, templos de variado carácter...) sobre los montes o en el flanco de las sendas es una práctica generalizada en muchas culturas y áreas geográficas.
La Biblia también la cita muchas veces declarándola lamentable.

Desde el siglo XIII fueron construidas cruces en los puertos de montaña y este a vez condicionó los topónimos, como por ejemplo en el caso del Col de la Croix de Fer (puerto de la cruz de hierro). Con la conquista progresiva de las montañas la colocación de las cruces se extendió de los puertos a las cumbres cercanos. Construidas en 1492, las tres cruces del Monte Aiguille, en Francia, son entre los primeros ejemplos de  datación cierta por la construcción de una cruz sobre una montaña de acceso difícil. En las regiones católicas de los Alpes, los Andes y otras cordilleras siguió la construcción de muchas otras cruces, en particular entre la mitad del siglo XIX y la primera mitad del siglo siguiente. Algunas de esas cruces funcionaban también como estacas fronterizas y otras determinaron el nombre de varias montañas, como por ejemplo Cerro de la Cruz (México), Peña de La Cruz (Nicaragua), Cruz de Motrico (España) ....

## Controversias
La presencia de cruces sobre las montañas ha provocado en varios países críticas aparte de librepensadores. En el 2010  por ejemplo el guía suizo Patrick Bussard  dañó como protesta las cruces sobre el Vanil Noir y el Merlas (Prealpes suizos).

## Ejemplos
| Cumbre              | Sierra                              | País              | Altitud (m s. n. m.) | Coordenadas                                  | Anotaciones | Foto |
| ------------------- | ----------------------------------- | ----------------- | -------------------- | -------------------------------------------- | --- | ---- |
| Cerro San Cristóbal | cerros aislados de los Andes        | Perú              | 300                  | 12°02′07″S 77°01′37″O / -12.0354, -77.0270   | La Cruz Monumental fue inicialmente construida en hierro forjado y se inauguró en 1928. Tiene 20 metros de altura desde su base y posee 48 luminarias incrustadas. |      |
| Grossglockner       | Alpes del Tauern occidentales       | Austria           | 3798                 | 47°04′30″N 12°41′40″E / 47.075, 12.6944      | La primera cruz fue colocada sobre el Großglockner el 25 de agosto de 1799 gracias a una expedición conducida por el vicario general Sigismund Ernst Hohenwart. Más tarde fue sustituida por otras cruces; entre ellas la Kaiserkreuz, instalada el 2 de octubre de 1880, pesaba 300 kg. |      |
| Wielki Giewont      | Tatras Occidentales                 | Polonia           | 1894                 | 49°15′03″N 19°56′03″E / 49.250861, 19.934139 | La cruz metálica es alta 17 m y es lugar de peregrinajes. La zona pero se conoce como área de temporales y tormentas que a esa altura pueden ser peligrosas por los peregrinos y senderistas.                                                                                            |      |
| Vârful Caraiman     | Montes Bucegi                       | Rumania           | 2291                 | 45°24′22″N 25°29′52″E / 45.406169, 25.4977   | La cruz, construida entre 1926 y 1928 en memoria de los caídos de la Primera Guerra Mundial, es alta 17 m y sus brazos miden siete metros de largo. Es conocida como Cruz de los héroes o Crus de Caraiman, desde el nombre de la montaña donde está situada.                            |      |
| Monte Gorbea        | Montes Vascos                       | España            | 1482                 | 43°02′06″N 2°46′48″O / 43.03501, -2.779883   | Una primera cruz alta más de 30 metros se inauguró en 1901: fue destruida por un huracán y sustituta para otra en 1903. Después un nuevo derrumbamiento en 1907 se empezó a construir la cruz actual, alta 17 m y cuya estructura recuerda a la de la Torre Eiffel.                      |      |
| Monte Musinè        | Alpes Grayos                        | Italia            | 1150                 | 45°06′56″N 7°27′16″E / 45.11557, 7.454395    | La cruz, alta 15 metros, fue erigida en hormigón armado en 1901. Una inscripción bajo de ella recuerda el combate entre Majencio y Constantino que tuvo lugar en 312 d.c.. |      |
| Zugspitze           | Montes de Mieming y del Wetterstein | Alemania, Austria | 2962                 | 47°25′00″N 10°59′00″E / 47.416667, 10.983333 | El Zugspitze sa la montaña más alta de Alemania; la instalación de la primera cruz sobre su cumbre ocurrió a lo largo de una expedición entre el 11 y el 13 de agosto de 1851. |      |